# معدن کوه رحمت ۲
معدن کوه رحمت ۲ مربوط به دوره هخامنشی است و در شهرستان مرودشت، بخش مرکزی، دهستان کناره واقع شده و این اثر در تاریخ ۱۹ مرداد ۱۳۸۴ با شمارهٔ ثبت ۱۲۷۷۲ به‌عنوان یکی از آثار ملی ایران به ثبت رسیده‌است.